# Luigi Melegari (1819-1877)
Luigi Melegari (Medole, 9 maggio 1819 – 1877) è stato un avvocato e patriota italiano, deputato al Parlamento italiano.

## Biografia
Compì gli studi a Padova e fece pratica a Milano dove, per i suoi ideali patriottici, nel marzo 1848 partecipò alle Cinque giornate.
Nel 1852 venne coinvolto nei processi politici dei Martiri di Belfiore. Scampato agli arresti austriaci si rifugiò a Zurigo da dove rientrò solo a seguito dell'amnistia del 1856.